# Eayadén
Eayadén (en árabe: إعيادن‎, en francés: Iaayoudène) es una localidad marroquí perteneciente al municipio de Ben Tieb, en la región Oriental. Desde 1912 hasta 1956 perteneció a la zona norte del Protectorado español de Marruecos.